# ژوزه توره
ژوزه توره (فرانسوی: José Touré‎؛ زادهٔ ۲۴ آوریل ۱۹۶۱) بازیکن سابق فوتبال اهل فرانسه است.
از باشگاه‌هایی که در آن بازی کرده‌است می‌توان به باشگاه فوتبال موناکو، باشگاه فوتبال نانت و باشگاه فوتبال بوردو اشاره کرد.